# Птакі (Мазовецьке воєводство)
Птакі (пол. Ptaki) — село в Польщі, у гміні Сенниця Мінського повіту Мазовецького воєводства.
Населення — 44 особи (2011).
У 1975-1998 роках село належало до Седлецького воєводства.

## Демографія
Демографічна структура станом на 31 березня 2011 року:
|          | Загалом | Допрацездатний вік | Працездатний вік | Постпрацездатний вік |
| -------- | ------- | ------------------ | ---------------- | -------------------- |
| Чоловіки | 25      | 1                  | 22               | 2                    |
| Жінки    | 19      | 3                  | 11               | 5                    |
| Разом    | 44      | 4                  | 33               | 7                    |